# I Love My Friend
«I Love My Friend» es una canción interpretada por el cantautor estadounidense Charlie Rich. Fue publicada en julio de 1974 como el sencillo principal de su álbum The Silver Fox.

## Recepción de la crítica
Un escritor no especificado de Billboard elogió la excelente producción habitual de B. Sherrill, y describió «I Love My Friend» como “una de las mejores canciones de amor que ha aparecido en mucho tiempo”. Otro escritor de la revista, reseñando esta vez en el apartado de música country, le dio una calificación positiva, afirmando que “[Rich] se supera a sí mismo en la hermosa interpretación, que sólo vuelve a enfatizar sus magníficos talentos”. Un escritor no especificado de la revista Cash Box declaró: “Una balada tierna con una historia sensible que contar que Charlie retrata a la perfección. Uno de los discos más bonitos que ha aparecido este año y una prueba más de que Charlie puede ser el mejor del mundo actual”.

## Lista de canciones
7-inch single – Epic 8-20006
1. «I Love My Friend» – 2:24
2. «Why, Oh Why» – 2:32

## Posicionamiento

### Gráfica semanal
| Gráfica (1974)                                 | Pico de posición |
| ---------------------------------------------- | ---------------- |
| Australia (Kent Music Report)                  | 46               |
| Canadá (RPM Top Singles)                       | 28               |
| Canadá (RPM Pop Music Playlist)                | 1                |
| Canadá (RPM Country Playlist)                  | 1                |
| Estados Unidos (Billboard Hot 100)             | 24               |
| Estados Unidos (Billboard Easy Listening)      | 1                |
| Estados Unidos (Billboard Hot Country Singles) | 1                |

### Gráfica de fin de año
| Gráfica (1974)                            | Pico de posición |
| ----------------------------------------- | ---------------- |
| Estados Unidos (Billboard Easy Listening) | 37               |